# Martin Hubrecht
Pour les articles homonymes, voir Hubrecht.
Charles Marie Martin Hubrecht, né le 29 mars 1892 à Sélestat (Bas-Rhin) et mort le 21 septembre 1965 à Strasbourg, est un peintre aquarelliste français, actif en Alsace, membre du Groupe de Mai (un groupe de peintres alsaciens) de 1922 à 1934,  mais qui dirigea également pendant une vingtaine d'années l'école des beaux-arts de Reims.
Le musée d'art moderne et contemporain de Strasbourg (MAMCS) héberge un ensemble important de son œuvre. En 2007 le musée historique de Haguenau lui consacre une rétrospective.

## Hommages
Une rue de Strasbourg, dans le quartier de la Robertsau, porte son nom.